# University of Palestine
Koordinaten: 31° 28′ 34″ N, 34° 24′ 12,3″ O
Die University of Palestine (arabisch جامعة فلسطين, DMG Ǧāmiʿat Filasṭīn) ist eine palästinensische Universität in az-Zahra’, südlich von Gaza. Sie wurde 2003 unter Jassir Arafat gegründet und nahm 2005 ihren Lehrbetrieb auf.
Eines der Ziele der Hochschule ist es, „in Anbetracht des hohen Bevölkerungswachstums, der daraus resultierenden steigenden Zahl von Schülern in Palästina eine akademische Ausbildung zu ermöglichen“.
Die University of Palestine verfügt über drei Fakultäten mit den Schwerpunkten:
- Angewandte Ingenieurwissenschaften
- Informations- und Telekommunikationstechnologie
- Wirtschaft und Finanzen